# Gutenberg (Gemeinde)
Gutenberg ist seit 2015 eine Gemeinde mit 1.641 Einwohnern im Bezirk Weiz in der Steiermark. Sie entstand im Rahmen der Gemeindestrukturreform in der Steiermark aus den mit Ende 2014 aufgelösten Gemeinden Gutenberg an der Raabklamm und Stenzengreith. Bis Mai 2023 wurde der Doppelname Gutenberg-Stenzengreith geführt.

## Geografie
Die Gemeinde wird im Osten von der Raab begrenzt. Der tiefste Punkt der Gemeinde liegt im Südosten 400 Meter über dem Meer. Nach Nordwesten steigt das Land auf über 1000 Meter an. Die höchsten Erhebungen sind Fuchskogel (1060 m) und Rabnitzberg (1142 m).
Die Gemeinde hat eine Fläche von 22,92 Quadratkilometer. Davon sind 30 Prozent landwirtschaftliche Nutzfläche und 63 Prozent Wald.

### Gemeindegliederung
Das Gemeindegebiet umfasst seit 2020 vier Ortschaften und gleichnamige Katastralgemeinden (Einwohner Stand 1. Jänner 2025; Fläche Stand 31. Dezember 2023):
| Katastralgemeinde / Ortschaft | Fläche in ha | Einwohner 1. Jänner 2025 |
| ----------------------------- | ------------ | ------------------------ |
| GarrachG                      | 1.038,73 ha  | 482                      |
| KleinsemmeringG               | 415,95 ha    | 800                      |
| StenzengreithS                | 575,56 ha    | 202                      |
| StockheimS                    | 261,99 ha    | 157                      |

G ehemals Gemeinde Gutenberg an der Raabklamm
S ehemals Gemeinde Stenzengreith

## Geschichte
Das Schloss Gutenberg wurde 1184 erbaut. Etwa hundert Jahre später kaufte die Familie Stubenberg das Schloss. Es befindet ich noch heute in ihrem Familienbesitz.
Die Gemeinde entstand am 1. Jänner 2015 aus der Fusion der ehemaligen Gemeinden Gutenberg an der Raabklamm und Stenzengreith. Das zur ehemaligen Gemeinde Stenzengreith gehörende Stockheim ist zu den frühesten bairischen Siedlungen des Gebietes zu zählen. Stenzengreith ist ein Rodungsort.
Am 1. Jänner 2020 wurde die Katastralgemeinde Plenzengreith aus der Gemeinde ausgeschieden und in die Nachbargemeinde Passail eingegliedert.

### Bevölkerungsentwicklung
| Gutenberg: Einwohnerzahlen von 1869 bis 2024        | Gutenberg: Einwohnerzahlen von 1869 bis 2024 | Gutenberg: Einwohnerzahlen von 1869 bis 2024 | Gutenberg: Einwohnerzahlen von 1869 bis 2024 | Gutenberg: Einwohnerzahlen von 1869 bis 2024 |
| --------------------------------------------------- | -------------------------------------------- | -------------------------------------------- | -------------------------------------------- | -------------------------------------------- |
| Jahr                                                |                                              |                                              |                                              | Einwohner                                    |
| 1869                                                | 1869                                         |                                              | 1.310                                        | 1.310                                        |
| 1880                                                | 1880                                         |                                              | 1.280                                        | 1.280                                        |
| 1890                                                | 1890                                         |                                              | 1.326                                        | 1.326                                        |
| 1900                                                | 1900                                         |                                              | 1.279                                        | 1.279                                        |
| 1910                                                | 1910                                         |                                              | 1.211                                        | 1.211                                        |
| 1923                                                | 1923                                         |                                              | 1.425                                        | 1.425                                        |
| 1934                                                | 1934                                         |                                              | 1.452                                        | 1.452                                        |
| 1939                                                | 1939                                         |                                              | 1.454                                        | 1.454                                        |
| 1951                                                | 1951                                         |                                              | 1.438                                        | 1.438                                        |
| 1961                                                | 1961                                         |                                              | 1.421                                        | 1.421                                        |
| 1971                                                | 1971                                         |                                              | 1.405                                        | 1.405                                        |
| 1981                                                | 1981                                         |                                              | 1.457                                        | 1.457                                        |
| 1991                                                | 1991                                         |                                              | 1.534                                        | 1.534                                        |
| 2001                                                | 2001                                         |                                              | 1.539                                        | 1.539                                        |
| 2011                                                | 2011                                         |                                              | 1.595                                        | 1.595                                        |
| 2021                                                | 2021                                         |                                              | 1.626                                        | 1.626                                        |
| 2024                                                | 2024                                         |                                              | 1.654                                        | 1.654                                        |
| Quelle(n): Statistik Austria, Gebietsstand 1.1.2021 |                                              |                                              |                                              |                                              |

## Kultur und Sehenswürdigkeiten

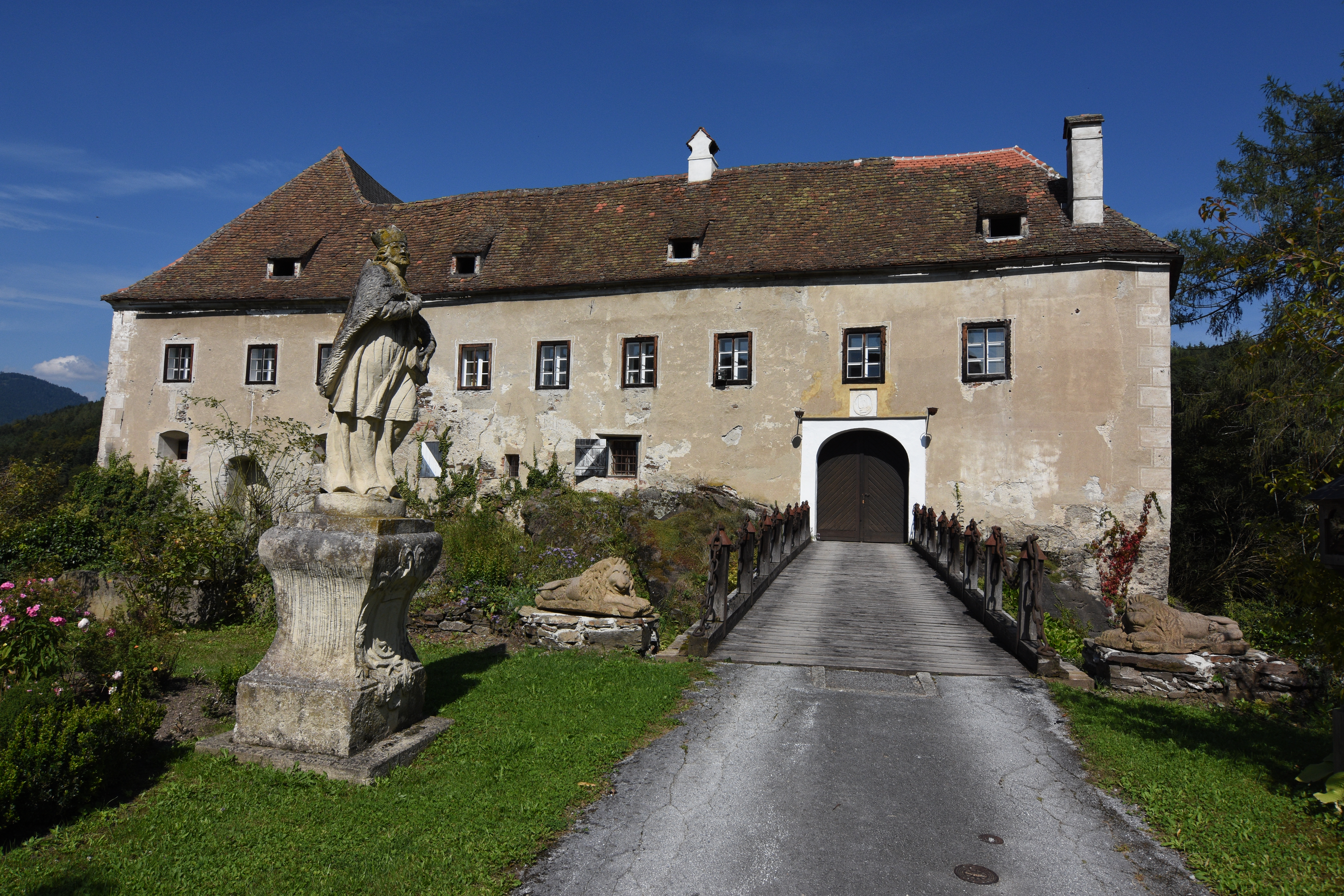
Schloss Gutenberg

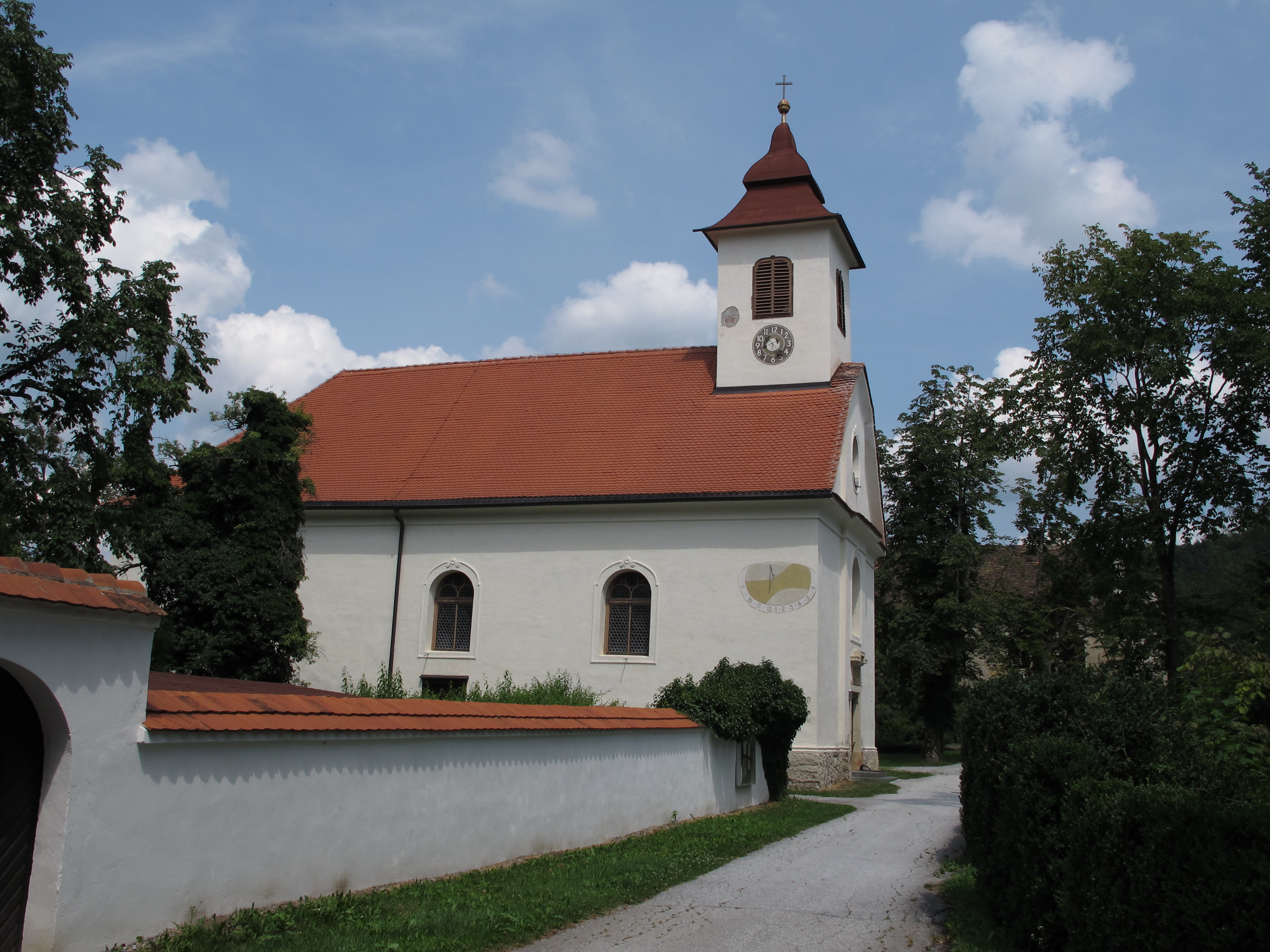
Pfarrkirche Gutenberg

- Schloss Gutenberg mit Kapelle Hl. Pankraz auf vorspringendem Felsen zur Raabklamm
- Pfarrkirche Hl. Dreifaltigkeit
- Maria Loreto ober Gutenberg mit vier Initienkapellen und Friedhof im Ortsteil Kapellenfeld

## Wirtschaft und Infrastruktur
Im Jahr 2011 arbeiteten 61 Erwerbstätige in der Landwirtschaft, 10 im Produktionssektor und 89 im Dienstleistungssektor.

## Politik

### Bürgermeister
Am 27. April 2015 wurde Vinzenz Mautner (SPÖ) im Rahmen der konstituierenden Sitzung der Gemeinderäte zum Bürgermeister gewählt. Mautner konnte sich in der Abstimmung gegenüber dem früheren Bürgermeister von Gutenberg und zwischenzeitlichen Regierungskommissär Thomas Wild mit 7:8 Stimmen durchsetzen.
Nach der Gemeinderatswahl im Jahr 2020 wurde Vinzenz Mautner (SPÖ) als Bürgermeister wiedergewählt. Vizebürgermeisterin ist Christina Meister (SPÖ) und Gemeindekassier Christian Kleinhappl (ÖVP).

### Gemeinderat
Der Gemeinderat besteht aus 15 Mitgliedern und setzt sich aufgrund des Ergebnisses der Gemeinderatswahl 2020 wie folgt zusammen:
- 6 Mandatare der ÖVP
- 8 Mandatare der SPÖ
- 1 Mandatare der Grünen

Die letzten Gemeinderatswahlen brachten folgende Ergebnisse:
| Partei          | 2020                    | 2020                    | 2020                    | 2015                    | 2015                    | 2015                    |                  | 2010             | 2010             | 2010             | 2010             | 2010             | 2010             | 2005             | 2005             | 2005             | 2005             | 2005             | 2005             | 2000             | 2000             | 2000             | 2000             | 2000             | 2000 |
| Partei          | Gutenberg-Stenzengreith | Gutenberg-Stenzengreith | Gutenberg-Stenzengreith | Gutenberg-Stenzengreith | Gutenberg-Stenzengreith | Gutenberg-Stenzengreith | Gutenberg        | Gutenberg        | Gutenberg        | Stenzengreith    | Stenzengreith    | Stenzengreith    | Gutenberg        | Gutenberg        | Gutenberg        | Stenzengreith    | Stenzengreith    | Stenzengreith    | Gutenberg        | Gutenberg        | Gutenberg        | Stenzengreith    | Stenzengreith    | Stenzengreith    |      |
| Partei          | Stimmen                 | %                       | Mandate                 | St.                     | %                       | M.                      | St.              | %                | M.               | St.              | %                | M.               | St.              | %                | M.               | St.              | %                | M.               | St.              | %                | M.               | St.              | %                | M.               |      |
| --------------- | ----------------------- | ----------------------- | ----------------------- | ----------------------- | ----------------------- | ----------------------- | ---------------- | ---------------- | ---------------- | ---------------- | ---------------- | ---------------- | ---------------- | ---------------- | ---------------- | ---------------- | ---------------- | ---------------- | ---------------- | ---------------- | ---------------- | ---------------- | ---------------- | ---------------- | ---- |
| ÖVP             | 389                     | 37,99                   | 6                       | 487                     | 41                      | 7                       | 486              | 58               | 9                | 223              | 57               | 5                | 494              | 58               | 9                | 227              | 60               | 6                | 411              | 55               | 8                | 183              | 52               | 5                |      |
| SPÖ             | 542                     | 52,93                   | 8                       | 401                     | 33                      | 5                       | 354              | 42               | 6                | 078              | 20               | 2                | 294              | 34               | 5                | 095              | 25               | 2                | 240              | 32               | 5                | 116              | 33               | 3                |      |
| FPÖ             | nicht kandidiert        | nicht kandidiert        | nicht kandidiert        | 132                     | 11                      | 1                       | nicht kandidiert | nicht kandidiert | nicht kandidiert | 092              | 23               | 2                | nicht kandidiert | nicht kandidiert | nicht kandidiert | 055              | 15               | 1                | 050              | 07               | 1                | 053              | 15               | 1                |      |
| Die Grünen      | 085                     | 08,30                   | 1                       | 182                     | 15                      | 2                       | nicht kandidiert | nicht kandidiert | nicht kandidiert | nicht kandidiert | nicht kandidiert | nicht kandidiert | 065              | 08               | 1                | nicht kandidiert | nicht kandidiert | nicht kandidiert | 048              | 06               | 1                | nicht kandidiert | nicht kandidiert | nicht kandidiert |      |
| NEOS            | 008                     | 00,78                   | 0                       | nicht kandidiert        | nicht kandidiert        | nicht kandidiert        | nicht kandidiert | nicht kandidiert | nicht kandidiert | nicht kandidiert | nicht kandidiert | nicht kandidiert | nicht kandidiert | nicht kandidiert | nicht kandidiert | nicht kandidiert | nicht kandidiert | nicht kandidiert | nicht kandidiert | nicht kandidiert | nicht kandidiert | nicht kandidiert | nicht kandidiert | nicht kandidiert |      |
| Wahlberechtigte | 1329                    | 1329                    | 1329                    | 1457                    | 1457                    | 1457                    | 1015             | 1015             | 1015             | 451              | 451              | 451              |                  |                  |                  |                  |                  |                  |                  |                  |                  |                  |                  |                  |      |
| Wahlbeteiligung | 77 %                    | 77 %                    | 77 %                    | 83 %                    | 83 %                    | 83 %                    | 85,3 %           | 85,3 %           | 85,3 %           | 89,6 %           | 89,6 %           | 89,6 %           | 85 %             | 85 %             | 85 %             | 87 %             | 87 %             | 87 %             | 87 %             | 87 %             | 87 %             | 89 %             | 89 %             | 89 %             |      |

### Wappen

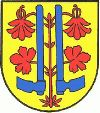
Ehemalige Gemeinde Stenzengreith

Die Verleihung des Gemeindewappens erfolgte mit Wirkung vom 1. August 1984 an die seinerzeitige Gemeinde Gutenberg an der Raabklamm. Wegen der Gemeindezusammenlegung verlor das Wappen mit 1. Jänner 2015 vorübergehend seine offizielle Gültigkeit. Die Neuverleihung erfolgte mit Wirkung vom 15. Februar 2016.

Die Blasonierung (Wappenbeschreibung) lautet:
„In Hermelin eine schwarze Wurfbarte.“